# Taihu University Wuxi
Die Taihu University (chinesisch: 无锡太湖学院) ist eine Privat-Universität in der chinesischen Stadt Wuxi. Die zweite in Wuxi angesiedelte Universität, die Jingnan University (江南大学), ist ebenfalls eine private Bildungseinrichtung.

## Lage
Die Universität befindet sich in der Nähe des Huishan Nationalparks (Huishan National Forest Park, 惠山国家森林公园) in sehr ruhiger und grüner Umgebung im Ortsteil Winhu. Der Hochschulkomplex nimmt eine Fläche von rund 810 Hektar (2,000 acres) ein. Die offizielle Adresse der Taihu-Universität lautet: Nanjing, Jiangsu China.

## Beschreibung
Die Taihu University ist eine multidisziplinäre Hochschuleinrichtung, die fachlich vom Ministerium für Bildung der Volksrepublik China angeleitet wird. Sie koordiniert die Entwicklung der Ingenieurskunst, des Handels, der Kunst, der Literatur, der Wissenschaften und der Medizin. Die Finanzierung der Taihu-Universität erfolgt durch die Provinz Jiangsu und durch die Stadt Wuxi.
Der Name der Universität ist von dem in Wuxi gelegenen Taihu-See abgeleitet. Das findet sich auch im Logo der Schule wieder: Innerhalb eines Kreises, der von dem Namen der Uni in englischer und chinesischer Sprache umgeben ist, sind Wasserwellen und darauf schwimmend eine Dschunke bzw. ein stilisierter weißer Vogel symbolisiert.

## Organisation
Mehr als 20.000 Personen (Lehrer und Studenten) gehören zur Uni, die damit zu den größten Hochschulen Chinas mit den meisten Angehörigen zählt (Rang 6). Zehn Bachelor-Studiengänge stehen Interessenten zur Verfügung.
Folgende Fakultäten gibt es in der Taihu-Uni
- Schöne Künste
- Bauingenieurwesen
- Wirtschaftswissenschaften, International Business, Internationale Wirtschaft, Management
- Informationstechnologie, Maschinenbau
- Englisch, Recht, Moderne Sprachen
- Medizin.

Die fachlichen Schwerpunkte der Taihu-Uni gliedern sich in
- Biologie
- Chemie
- Freie Künste und Sozialwissenschaften
- Informatik
- Ingenieurwesen
- Kunst und Design
- Mathematik

- Medizin
- Physik
- Psychologie
- Umweltwissenschaften
- Wirtschaft
- Wirtschaftswissenschaften.

Insgesamt gibt es 35 Hauptfächer.
Zum Unikomplex gehören auch eine Bibliothek, Sportplätze, ein Verwaltungszentrum, experimentelle Unterrichtszentren und ein Ingenieursgebäude.

## Geschichte der Bildungseinrichtung

### Grundlagen
Im Jahr 1995 rief das Bildungsministerium von China das Projekt 211 ins Leben, das auf die Verbesserung der Forschungsstandards hochrangiger Universitäten und ihrer Strategien für die sozioökonomische Entwicklung zum Ziel hat. Zeitgleich entstanden in allen Regionen Chinas solche Projektträger, für die rund 2,2 Milliarden US-Dollar ausgegeben wurden. Zum Ende des Jahres 2000 gab es bereits 118 Projekt-211-Universitäten. 
Im Jahr 1998 entstand auf Initiative des damaligen chinesischen Präsidenten Jiang Zemin das Ergänzungs-Projekt 985. Dieses soll die Entwicklung chinesischer Hochschulen zu „Universitäten von Weltrang“ beschleunigen und verbessern. Weitere finanzielle Mittel werden seitdem, auch von Provinzial- und Lokal-Regierungen, bereitgestellt. Insbesondere werden damit die Einrichtung neuer Forschungszentren, die Durchführung internationaler Konferenzen, die Gewinnung „weltberühmter Gastwissenschaftler“ gefördert. Zudem sollen auch mehr chinesische Studenten an Konferenzen im Ausland teilnehmen können.

### Gründung, landesweite Einordnung und Bauwerke
Im Jahr 2002 gründete sich die Taihu-Universität und zog in einen Neubau ein.
Bis um das Jahr 2022 waren 228 Hochschulen des Landes in die beiden oben genannten Projekte eingebunden, darunter seit ihrer Gründung auch die Taihu-Universität. – Die Absolventen aller Projektuniversitäten umfassen rund 80 % aller Studenten bzw. Doktoranden eines Jahrganges in China. Die Unis besitzen die meisten Fachlabore und verbrauchen drei Viertel der staatlichen Forschungsgelder.
Ein großer Campus wurde für die Taihu-Universität bebaut. Die Bildungseinrichtungen sind in einem mehrflügeligen fünfgeschossigen modernen Bau, umgeben von Grünanlagen, untergebracht.